# Vụ chìm tàu Ngôi Sao Phương Đông
Tàu Ngôi Sao Phương Đông (tiếng Trung: 东方之星; bính âm: Dōng Fāng Zhī Xīng) là một tàu du lịch sông hoạt động ở khu vực Tam Hiệp của Trung Quốc. Ngày 01 tháng 6 năm 2015, con tàu đã bị một cơn lốc xoáy thổi lật nhào trong điều kiện thời tiết khắc nghiệt, trong khi chở khách đi du lịch trên sông Dương Tử ở tỉnh Hồ Bắc với hơn 450 người trên tàu. Ít nhất 406 thi thể đã được tìm thấy, và chương trình cứu hộ khoảng 36 người mất tích vẫn còn được tiếp tục.

## Thông tin về tàu bị nạn
MV Ngôi sao Phương Đông được đóng tháng 2 năm 1994 với tổng tải trọng là 543 người. Tàu dài 76 mét (250 ft) với chiều rộng 14 mét (45 ft). Con tàu thuộc sở hữu của Chongqing Eastern Shipping Corporation (Công ty tàu thuyền Đông Trùng Khánh) và được vận hành bởi Xiehe Travel, nơi nó được dùng làm tàu du lịch ở khu vực Tam Hiệp của Trung Quốc.
Ngôi sao Phương Đông cũng như các tàu du lịch trên sông Dương Tử khác đã được kiểm tra trong những năm gần đây do ngành du lịch tăng trưởng ở Trung Quốc. Năm 2013, tàu Dong Fang Zhi Xing và năm con tàu khác bị Cục hàng hải Nam Kinh phạt do vi phạm an toàn, dù chủ sở hữu con tàu này là Chongqing Eastern Shipping Corporation đã không bình luận gì về những vi phạm này.

## Phân tích tai nạn
Nhà cầm quyền ở Trung Quốc đang tìm hiểu nguyên nhân làm cho tàu bị lật. Đã có những dự đoán về tình hình thời tiết rất xấu cho vùng này, mà đáng lẽ đã phải được gởi tới cho tất cả các chiếc tàu trên sông trong vùng để họ có những biện pháp phòng ngừa cần thiết. Chưa có chứng nhận là tàu Ngôi sao Phương Đông đã được loan báo. Tuy nhiên ít nhất một chiếc tàu hoạt động gần đó đã có những biện pháp đề phòng, thuyền trưởng và máy trưởng, 2 người trong số nạn nhân đã được cứu sống, được lưu giữ để tra hỏi.
Chính phủ Trung Quốc đã kiểm duyệt những tin tức và các cuộc thảo luận về tai nạn này. Các phóng viên Trung Quốc được chỉ thị nên tập trung vào phần tích cực của sự việc. Một số phóng viên ngoại quốc bị cản không cho tới khu vực cấp cứu ở vùng Hồ Bắc, nơi một đồn bốt cảnh sát được dựng lên với những trạm kiểm soát.